# Chiesa di Santa Maria della Grazia (Galatina)
La chiesa di Santa Maria della Grazia,detta il collegio è una chiesa barocca di Galatina in provincia di Lecce, facente parte del complesso monastico dei Domenicani. 
I Domenicani si insediarono a Galatina già nella seconda metà del XV secolo ed edificarono il proprio convento e la chiesa portata a termine nel 1508, con elargizione della nobile famiglia Castriota-Scanderbeg. La Chiesa è frutto della ricostruzione compiuta fra il 1720 e il 1743 ad opera di maestranze salentine. Si riconosce, in particolare, l'intervento dell'architetto Mauro Manieri e della sua bottega.

## Architettura

### Esterno
La facciata è scandita in due registri da un aggettante cornicione, percorso da un motivo a dentelle, che determina un deciso contrasto chiaroscurale. Al centro dell'ordine inferiore si apre l'elegante portale inquadrato da volute, festoni a motivi vegetali e testine alate. Il timpano, con una dilatata specchiatura mistilinea, accoglie nella parte centrale l'ovale raffigurante la Madonna col Bambino, e, nella parte superiore, lo stemma dei Domenicani tra due angeli che sorreggono un cartiglio, in cui si ricordano la titolazione della chiesa, l'Ordine di appartenenza e la data di erezione del nuovo edificio. Ai lati del portale si innalzano due semicolonne che, assieme alle paraste angolari, scandiscono verticalmente la superficie e delimitano scomparti in cui trovano posto due eleganti cornici polilobate. 
Il registro superiore accoglie nella parte centrale una finestra decorata con volute e motivi vegetali, mentre gli spazi laterali si raccordano, attraverso essenziali volute, al timpano spezzato di coronamento.

### Interno
L'impianto a croce latina è caratterizzato da un'ampia navata centrale terminante con abside poligonale, attraversata dal transetto. Lungo le pareti laterali si aprono tre profonde cappelle per ciascun lato che accolgono ricchi altari settecenteschi a testimonianza della committenza e delle devozioni dell'Ordine e delle nobili famiglie cittadine. 
Sulla destra si aprono le cappelle dedicate a San Pietro Martire, all'Immacolata e alla Milizia Angelica, mentre sulla sinistra sono gli altari di San Domenico di Guzman, di Sant'Antonio da Padova e dell'Annunciazione. Nelle ampie cappelle del transetto, di grande interesse sono: a destra, il ricco altare con tela del Miracolo di Soriano e l'organo settecentesco; a sinistra, l'altare della Madonna della Grazia con la statua lignea della Madonna col Bambino al centro circondata dalle tele raffiguranti i misteri del Rosario, incorniciate da eleganti stucchi.

### Convento
Il convento, organizzato intorno al chiostro settecentesco a due livelli di arcate, dopo la soppressione ottocentesca degli Ordini religiosi, fu utilizzato come sede del Collegio dei Padri scolopi. Attualmente, in alcuni locali dell'ex convento è sistemata la Biblioteca intitolata a Pietro Siciliani che accoglie antichi fondi di manoscritti, incunaboli, cinquecentine ed altre edizioni di pregio, mentre in altri ambienti è allestito il Museo Civico Pietro Cavoti. Istituito nel 1936, esso accoglie opere provenienti da conventi e da palazzi gentilizi, sculture del XX secolo di Gaetano Martinez e il fondo dello studioso di storia, arte e archeologia a cui il museo stesso è intitolato.